# Tudorel Pelin
Tudorel Pelin (n. 15 ianuarie 1969, Tichilești, România) este un fost fundaș român de fotbal. A debutat în Liga I pe 14 martie 1993 în meciul Dacia Unirea Brăila - Electroputere Craiova 1-0.